# An Acoustic Night at the Theatre
An Acoustic Night at the Theatre is het zesde muziekalbum van de Nederlandse symfonische metalband Within Temptation.
Het is het eerste akoestische album van Within Temptation met daarop bekende en onbekendere nummers in een nieuw jasje, waaronder Stand My Ground, Memories en What Have You Done. Het album werd live opgenomen tijdens het concert dat Within Temptation gaf op 30 november 2008 in Muziekcentrum Frits Philips in Eindhoven.
Het album kwam op nummer 4 binnen in de Nederlandse Album Top 100.
Naast de live-uitvoeringen bevat het album ook een nieuw nummer genaamd Utopia, dit is een duet met de Britse zanger Chris Jones, die Within Temptation heeft leren kennen tijdens de show die Sharon deed met Armin van Buuren.

## Tracklist
1. Towards The End
2. Stand My Ground
3. Caged
4. All I Need
5. Frozen
6. Somewhere (met Anneke van Giersbergen)
7. The Cross
8. Pale
9. What Have You Done (met Keith Caputo)
10. Memories
11. Forgiven
12. Utopia (met Chris Jones)

## Singles
- Utopia

## Hitnotering
| "An Acoustic Night at the Theatre" in de Nederlandse Album Top 100 - binnen: 07-11-2009 | "An Acoustic Night at the Theatre" in de Nederlandse Album Top 100 - binnen: 07-11-2009 | "An Acoustic Night at the Theatre" in de Nederlandse Album Top 100 - binnen: 07-11-2009 | "An Acoustic Night at the Theatre" in de Nederlandse Album Top 100 - binnen: 07-11-2009 | "An Acoustic Night at the Theatre" in de Nederlandse Album Top 100 - binnen: 07-11-2009 | "An Acoustic Night at the Theatre" in de Nederlandse Album Top 100 - binnen: 07-11-2009 | "An Acoustic Night at the Theatre" in de Nederlandse Album Top 100 - binnen: 07-11-2009 | "An Acoustic Night at the Theatre" in de Nederlandse Album Top 100 - binnen: 07-11-2009 | "An Acoustic Night at the Theatre" in de Nederlandse Album Top 100 - binnen: 07-11-2009 | "An Acoustic Night at the Theatre" in de Nederlandse Album Top 100 - binnen: 07-11-2009 | "An Acoustic Night at the Theatre" in de Nederlandse Album Top 100 - binnen: 07-11-2009 | "An Acoustic Night at the Theatre" in de Nederlandse Album Top 100 - binnen: 07-11-2009 | "An Acoustic Night at the Theatre" in de Nederlandse Album Top 100 - binnen: 07-11-2009 |
| Week                                                                                    | 01                                                                                      | 02                                                                                      | 03                                                                                      | 04                                                                                      | 05                                                                                      | 06                                                                                      | 07                                                                                      | 08                                                                                      | 09                                                                                      | 10                                                                                      | 11                                                                                      |                                                                                         |
| --------------------------------------------------------------------------------------- | --------------------------------------------------------------------------------------- | --------------------------------------------------------------------------------------- | --------------------------------------------------------------------------------------- | --------------------------------------------------------------------------------------- | --------------------------------------------------------------------------------------- | --------------------------------------------------------------------------------------- | --------------------------------------------------------------------------------------- | --------------------------------------------------------------------------------------- | --------------------------------------------------------------------------------------- | --------------------------------------------------------------------------------------- | --------------------------------------------------------------------------------------- | --------------------------------------------------------------------------------------- |
| Nummer                                                                                  | 4                                                                                       | 17                                                                                      | 37                                                                                      | 46                                                                                      | 65                                                                                      | 81                                                                                      | 83                                                                                      | 82                                                                                      | 76                                                                                      | 79                                                                                      | 98                                                                                      | uit                                                                                     |